# Communauté jamaïcaine au Canada
La Communauté jamaïcaine au Canada ou les  Jamaïco-Canadiens sont des citoyens canadiens qui ont des ancêtres originaires de la Jamaïque. Selon Statistique Canada, en 2016, il y avait 309 485 personnes d'origine jamaïcaine au Canada, soit 26 % de la population totale du pays. D'autre part, les Canadiens d'origine jamaïcaine représentaient environ 30 % du total de la population noire canadienne.

## Démographie
La Jamaïque a de loin été la principale source de l'immigration antillaise au Canada depuis les Antillais ont été autorisés au Canada.